# Histopona dubia
Histopona dubia är en spindelart som först beskrevs av Karel Absolon och Josef Kratochvíl 1933.  Histopona dubia ingår i släktet Histopona och familjen trattspindlar. Inga underarter finns listade i Catalogue of Life.